# Călmățuiu (Teleorman)
Călmăţuiu é uma comuna romena localizada no distrito de Teleorman, na região de Muntênia. A comuna possui uma área de 75.76 km² e sua população era de 2320 habitantes segundo o censo de 2007.